# Lauri Ala-Myllymäki
Lauri Elias Ala-Myllymäki (ur. 4 czerwca 1997 w Pirkkali) – fiński piłkarz występujący na pozycji pomocnika w fińskim Tampereen Ilves. Wychowanek Tampereen Ilves. Młodzieżowy reprezentant Finlandii.